# Lajos Seres
Lajos Seres (ur. 8 grudnia 1973 w Kisköre) – węgierski szachista, arcymistrz od 2003 roku.

## Kariera szachowa
W 1990 r. reprezentował Węgry na mistrzostwach świata juniorów do 18 lat, natomiast w 1991 – w kategorii do 20 lat. W 1993 r. podzielił I m. w kołowym turnieju Narancs Cup w Egerze (wspólnie z m.in. Dragoșem Dumitrache), natomiast w 1995 r. zwyciężył w tym mieście w turnieju open. Wielokrotnie startował w cyklicznych turniejach First Saturday w Budapeszcie, sześciokrotnie odnosząc zwycięstwa, w latach 1996 (FS04 IM), 2000 (FS02 IM-B), 2001 (FS02 IM-A, FS07 IM-A, FS08 IM-B) oraz 2002 (FS07 GM – zdobyta norma arcymistrzowska). Dwie pozostałe normy wypełnił w Egerze (2002, dz. I m. wspólnie z Levente Vajdą) i Ałuszcie (2003, dz. I m. wspólnie z Gienadijem Kuźminem).
Inne indywidualne sukcesy:
- dz. I m. w Salgótarjánie (1998, wspólnie z Zsoltem Jozsefem Szabo(inne języki)),
- I m. w Nikozji (2001),
- dz. I m. w Balatonlelle (2001, wspólnie z Attilą Czebe),
- dz. I m. w Bagneux (2002, wspólnie z m.in. Arnaudem Payenem i Philippe Brochetem(inne języki)),
- dz. I m. w Ałuszcie (2003, wspólnie z Weniamenem Sztyrenkowem(inne języki)),
- II m. w Saarlouis (2004, za Jurijem Sołodowniczenko),
- dz. I m. w Heves (2005, wspólnie z m.in. Balazsem Bakosem(inne języki)).

Najwyższy ranking w karierze osiągnął 1 października 2003 r., z wynikiem 2510 punktów zajmował wówczas 18. miejsce wśród węgierskich szachistów.